# Saison 9 de Suits
 (septembre 2022).
La mise en forme du texte ne suit pas les recommandations de Wikipédia : il faut le « wikifier ».
Les points d'amélioration suivants sont les cas les plus fréquents. Le détail des points à revoir est peut-être précisé sur la page de discussion.
- Les titres sont pré-formatés par le logiciel. Ils ne sont ni en capitales, ni en gras.
- Le texte ne doit pas être écrit en capitales (les noms de famille non plus), ni en gras, ni en italique, ni en « petit »…
- Le gras n'est utilisé que pour surligner le titre de l'article dans l'introduction, une seule fois.
- L'italique est rarement utilisé : mots en langue étrangère, titres d'œuvres, noms de bateaux, etc.
- Les citations ne sont pas en italique mais en corps de texte normal. Elles sont entourées par des guillemets français : « et ».
- Les listes à puces sont à éviter, des paragraphes rédigés étant largement préférés. Les tableaux sont à réserver à la présentation de données structurées (résultats, etc.).
- Les appels de note de bas de page (petits chiffres en exposant, introduits par l'outil «  Source ») sont à placer entre la fin de phrase et le point final[comme ça].
- Les liens internes (vers d'autres articles de Wikipédia) sont à choisir avec parcimonie. Créez des liens vers des articles approfondissant le sujet. Les termes génériques sans rapport avec le sujet sont à éviter, ainsi que les répétitions de liens vers un même terme.
- Les liens externes sont à placer uniquement dans une section « Liens externes », à la fin de l'article. Ces liens sont à choisir avec parcimonie suivant les règles définies. Si un lien sert de source à l'article, son insertion dans le texte est à faire par les notes de bas de page.
- La présentation des références doit suivre les conventions bibliographiques. Il est recommandé d'utiliser les modèles {{Ouvrage}}, {{Chapitre}}, {{Article}}, {{Lien web}} et/ou {{Bibliographie}}. Le mode d'édition visuel peut mettre en forme automatiquement les références.
- Insérer une infobox (cadre d'informations à droite) n'est pas obligatoire pour parachever la mise en page.

Pour une aide détaillée, merci de consulter Aide:Wikification.
Si vous pensez que ces points ont été résolus, vous pouvez retirer ce bandeau et améliorer la mise en forme d'un autre article.
Chronologie
Saison 8
La neuvième et dernière saison de la série juridique américaine Suits a été commandée le 23 janvier 2019. En même temps que son renouvellement, il a été annoncé que ce serait la dernière saison de la série, et que tous les acteurs récurrents de la saison précédente seraient de retour. Contrairement aux saisons deux à huit, la neuvième saison se compose de dix épisodes au lieu de seize. Elle a été diffusée sur USA Network aux États-Unis le 17 juillet 2019, suivie du lancement de la série dérivée Pearson.

## Distribution

### Acteurs principaux
- Gabriel Macht : Harvey Specter
- Rick Hoffman : Louis Litt
- Sarah Rafferty : Donna Paulsen
- Amanda Schull : Katrina Bennett
- Dulé Hill : Alex Williams
- Katherine Heigl : Samantha Wheeler
- Patrick J. Adams : Mike Ross

### Acteurs récurrents
- Denise Crosby : Faye Richardson
- Aloma Wright : Gretchen Bodinski
- Rachael Harris : Sheila Sazs
- Alison Louder : Susan
- Brynn Thayer : Lily Specter

### Acteurs invités
- Sasha Roiz : Thomas Kessler
- Jeffrey Nordling : Eric Kaldor
- Stephen Macht : Henry Gerard
- David Reale (en) : Benjamin
- Ray Proscia : Dr Stan Lipschitz
- Brian Hallisay : Craig Cameron
- Derek McGrath : M. Paulsen
- Daniel Bellomy : Jeremy Wall
- Wendell Pierce : Robert Zane
- Benjamin Ayres : Gavin Andrews
- Jake Epstein : Brian Altman
- Kurtwood Smith : Reed Tucker
- Max Topplin : Harold Gunderson
- Amy Acker : Esther Edelstein
- Usman Ally : Andrew Malik
- Neal McDonough : Sean Cahill
- Eric Roberts : Charles Forstman
- Erik Palladino : Kevin Miller

## Épisodes
| N° dans la série | N° dans la saison | Titre                    | Titre original       | Réalisation           | Scénario                          | Première diffusion | Audiences Etats-Unis (millions) |
| --- | ----------------- | ------------------------ | -------------------- | --------------------- | --------------------------------- | ------------------ | ------------------------------- |
| 125 | 1                 | Coup pour coup           | Everything's changed | Christopher Misiano   | Aaron Korsh                       | 17 juillet 2019    | 1.04                            |
| Donna et Harvey passent leur première nuit ensemble en tant que couple (deuxième en tout), mais décident d'attendre que les retombées de la radiation de Robert soient résolues avant de l'annoncer à leurs collègues. Harvey et Samantha se battent pour empêcher les clients de Robert de partir, tout en étant activement poursuivis par Eric Kaldor, qui propose de les laisser tranquilles en échange de dix clients d'Harvey. Alex est approché par un représentant de l'Association du Barreau de New York, qui insinue qu'ils ont le pouvoir de remplacer Louis par Alex si les associés continuent à refuser de retirer le nom de Zane. Après avoir utilisé cette information afin de convaincre Louis, Alex tente d'organiser un vote entre les quatre associés principaux restants et Donna, mais Samantha menace de révéler au Barreau ce qu'il s'est vraiment passé s'ils enlèvent le nom de Zane. Dos au mur, sans moyen de convaincre les clients de ne pas changer de camp, Harvey cède ses clients à Kaldor. Cependant, ils reprennent le contrôle de la situation trop tard car Louis est contraint d'accepter une supervision directe de l'Association du Barreau. |                   |                          |                      |                       |                                   |                    |                                 |
| 126 | 2                 | Hors contrôle            | Special Master       | Michael Smith         | Genevieve Sparling                | 24 juillet 2019    | 1.04                            |
| Harvey et Donna annoncent à Louis qu’ils sont en couple, tandis qu’il leur annonce la nouvelle de la supervision du Barreau. La représentante du Barreau Faye Richardson prend le contrôle du cabinet, et entre autres de l'approbation de nouvelles affaires, déterminée à remettre le cabinet sur le droit chemin. Samantha veut représenter une amie de l’armée dans une affaire pro bono de licenciement abusif, ce qui implique d'inciter son amie à accepter d’être officiellement diagnostiquée du syndrome de stress post-traumatique. Incapable de retirer l’affaire à Samantha qui prétend s’être engagée plus tôt, Faye lui retire l’accès aux ressources du cabinet ; Samantha demande donc l’aide de Katrina tandis que celle-ci promet de la contrôler. Donna et Harvey s’affairent pour garder Thomas Kessler en tant que client afin que Faye ne puisse pas demander à le voir pour connaître les raisons de son départ. Celui-ci décide de partir quand même, obligeant Donna à être honnête avec Faye. Pendant ce temps, Louis demande à Benjamin de pirater le règlement du Barreau afin de trouver une faille qu’ils pourraient utiliser pour évincer Faye du cabinet, mais celle-ci le découvre et impose à Louis de choisir entre démissionner ou perdre son titre d’associé gérant. |                   |                          |                      |                       |                                   |                    |                                 |
| 127 | 3                 | Manipulations            | Windmills            | Gabriel Macht         | Marshall Knight & Rob LaMorgese   | 31 juillet 2019    | 0.94                            |
| Faye prend la tête du cabinet à la place de Louis. Un vieil ami de Louis lui propose un poste de juge et le prévient que s’il ne l’accepte pas sur le moment et que la situation avec Faye finit mal, il n’aura probablement plus l’occasion de devenir juge. Il se demande comment ses proches au cabinet feraient sans lui et vice versa. Samantha convainc Alex de réfléchir avec elle à un moyen légal de se débarrasser de Faye, mais elle va trop loin. Alex l’invite à un repas de famille et elle prend conscience qu’il lui manque quelque chose depuis que Robert est parti. Elle décide de partir à la recherche de sa famille biologique. Pendant ce temps, Katrina est victime du chantage de Susan, une associée qui est au courant pour sa relation ambiguë avec Brian et qui veut être nommée associée à temps plein à ses côtés, malgré le fait qu’elle n’obéit pas aux ordres. Harvey représente un PDG sur le point d’être licencié par un comité représenté par l’ancien cabinet de Faye, tentant de pousser Faye à dépasser les limites pour venir en aide à son ancien cabinet, mais elle conserve son innocence. Donna et Harvey promettent de toujours soutenir Louis. |                   |                          |                      |                       |                                   |                    |                                 |
| 128 | 4                 | A armes égales           | Cairo                | Anton Cropper         | Sharyn Rothstein                  | 7 août 2019        | 1.00                            |
| Faye dit à Donna que sa relation avec Harvey est un conflit d’intérêts, et lui pose un ultimatum : rompre avec Harvey ou perdre son vote au conseil. Alex retrouve un ancien collègue du cabinet Bratton Gould, Craig Cameron. Celui-ci lui demande de convaincre Samantha d’accepter un contrat dans une affaire, le menaçant s'il ne s'exécute pas de révéler son rôle dans la couverture de meurtre de l’affaire Reform Corp. Harvey tente de faire ami-ami avec le père de Donna, ce qui s’avère compliqué en raison d’une affaire passée dont Harvey s’est occupé pour lui. Louis apprend que Faye a demandé à Katrina de réécrire le code de conduite du cabinet, et il demande à Katrina d’inclure une clause qui l’autoriserait à récupérer Gretchen, qui travaille pour Faye. Les associés principaux rendent visite à Faye et déclarent qu’ils renoncent tous à la clause concernant le conflit d’intérêts afin de permettre à Donna de conserver son vote. Faye accepte à contre-cœur après qu’ils menacent tous de démissionner, et autorise également Gretchen à retourner travailler pour Louis. |                   |                          |                      |                       |                                   |                    |                                 |
| 129 | 5                 | Les deux font la paire   | If the Shoe Fits     | Christopher Misiano   | Jeffrey M. Lee & Jordan Pomaville | 14 août 2019       | 0.96                            |
| Mike est de retour à New York pour s’attaquer à Harvey. Son client, le joueur de basket Jeremy Wall, veut mettre fin à son contrat avec la marque de chaussures Brick Street car en se rendant à l’usine, il s’est rendu compte que les employés étaient exploités. Samantha devient impliquée car Harvey lui a confié ce client un mois plus tôt et ils se mettent d’accord pour un combat équitable, sous l'œil attentif de Faye. Quand Mike rend l’affaire publique à travers une publicité ravageuse dans le journal, et décline la proposition de Samantha de s’arranger à l’amiable, celle-ci fulmine. Mike devance Harvey et révèle qu’il a orchestré cette affaire dans l’intention de gagner, anticipant les actions de Harvey. Tandis que Harvey l’accepte, Samantha n’encaisse pas bien la défaite et fabrique les preuves dont elle a besoin pour contredire Mike. Alors qu’elle n’a laissé aucune trace, Faye sait que Samantha a fabriqué les preuves et la licencie. Pendant ce temps, Sheila et Louis sont mis à mal par le manque de confiance en elle de Sheila, alors qu’elle fait l’expérience des effets physiques de la grossesse ; Louis se confie à Alex et lui demande conseil. Louis tente également de redonner le sourire à Sheila, passée à côté d’un don important dû à sa “mamnésie”. Elle révèle durant une séance chez le psychologue qu’elle a envisagé de laisser tomber son travail pour devenir mère au foyer. De son côté, Donna fait comprendre à Katrina qu’elle doit se trouver elle-même afin d’oublier Brian. |                   |                          |                      |                       |                                   |                    |                                 |
| 130 | 6                 | Coûte que coûte          | Whatever It Takes    | Michael Smith         | Ethan Drogin                      | 21 août 2019       | 1.05                            |
| Au lendemain du licenciement de Samantha, l’équipe unit ses forces dans l’objectif que Faye se fasse licencier. Samantha rencontre un ancien contact du FBI qui accepte de trouver quelque chose sur Faye si Samantha l’aide à s’attaquer à un de ses clients, Gavin Andrews. Alex et Robert Zane viennent leur prêter main-forte. Mais Samantha se fait doubler, car elle seule remplit sa part du marché. Conjointement, Harvey et Louis trouvent quelque chose sur Faye par l’intermédiaire de son ex-mari. Pendant leur instance de divorce, Faye a appris que son ex-mari faisait payer ses clients plus cher pour financer un recours collectif lucratif, et l’a dénoncé au Barreau. Mais elle a ensuite convaincu le Barreau de ne pas le poursuivre en justice, conservant ainsi l’argent du procès et lui permettant de le récupérer lors du divorce. Lorsque Faye apprend qu’ils l’ont découvert, elle confronte Harvey et dit qu’elle l’a seulement fait pour que leur fille jeune à l’époque n’ait pas un père en prison. Donna convainc Harvey que ce n’est pas la bonne solution pour se débarrasser de Faye. De son côté, Brian entre dans le bureau de Katrina avec un procès contre un de ses clients. Il déclare qu’il veut juste qu’elle fasse en sorte qu’il y ait un non-lieu afin qu’il puisse sauver la face à son nouveau cabinet. Au cours de la procédure, à laquelle Susan assiste, Brian révèle une raison cachée : passer du temps avec Katrina lui manque. A la fin de l’épisode, Samantha annonce à Harvey qu’elle a localisé son père biologique à Pittsburgh. |                   |                          |                      |                       |                                   |                    |                                 |
| 131 | 7                 | Sur la route du passé    | Scenic Route         | Emile Levisetti       | Garrett Schabb                    | 4 septembre 2019   | 1.07                            |
| Harvey et Samantha prennent la route pour aller rencontrer le père biologique de Samantha. Au cours du voyage, Samantha se remémore des moments éprouvants de son enfance, et révèle également qu’elle a eu une relation avec Eric Kaldor. Au cabinet, Donna demande une faveur à Alex. Pendant ce temps, Louis prend la place de Harvey en signant un contrat avec Reed Tucker, qui veut Harvey comme avocat. Pendant que Louis fait semblant, Harold Gunderson apprend que Harvey est l’avocat de la partie adverse dans une affaire, mais c’est Louis qui arrive, disant que Harvey l’envoie. Harold appelle le vrai Harvey et lui donne rendez-vous pour le déjeuner, sachant qu’il vient de déjeuner avec Tucker. Harvey apprend donc que Louis prétend être lui. Harvey et Samantha atteignent Pittsburgh et Samantha rencontre son père biologique. Elle apprend que ce n’était qu’un amour de passage et qu’il n’était pas au courant de son existence, et que sa mère est morte quand elle avait deux ans. Sachant que personne ne l’a abandonnée, elle est soulagée. De retour à la maison, Donna fait la surprise à Harvey avec la faveur qu’elle a demandé à Alex, en lui offrant le tableau peint par sa mère. Après l’avoir vu, il appelle sa mère et lui dit qu’il regrette de l’avoir ignorée pendant autant d’années. |                   |                          |                      |                       |                                   |                    |                                 |
| 132 | 8                 | Le dilemme du prisonnier | Prisoner's Dilemma   | Julian Holmes         | Ethan Drogin                      | 11 septembre 2019  | 0.97                            |
| Harvey rentre chez lui et trouve Sean Cahill en train de l’attendre. Cahill lui apprend que Andrew Malik l’a fait arrêter pour leur collusion deux ans plus tôt, échangeant la liberté de Mike contre William Sutter. Sean embauche Harvey comme avocat pour qu’ils puissent communiquer de manière confidentielle mais Malik tente tout de même de les monter l’un contre l’autre, et finit par convaincre Sean de conclure un marché avec Faye. Harvey apprend que son ennemi juré Charles Forstman a parlé à Malik d’une confession de Sutter sur son lit de mort. Cependant, Alex découvre à l’aide des dates d’arrestations de Malik et du fait que Sutter est mort d’une crise cardiaque (empêchant donc une confession sur son lit de mort) que Malik a conclu un marché avec Forstman pour fabriquer les preuves en échange d’une révision de peine. Harvey gagne donc contre Malik une fois de plus et l’envoie en prison. Pendant ce temps, Esther demande à Louis de s’assurer qu’une fusion de son entreprise n’ait pas lieu car l’homme de l’autre côté l’a agressée sexuellement une fois, et elle ne veut pas le révéler. Louis laisse son amour pour sa sœur altérer son jugement, mais Samantha et Katrina sauvent l’affaire. Quand Harvey rentre à la maison, Donna lui annonce que sa mère a fait une crise cardiaque et qu'elle est décédée. |                   |                          |                      |                       |                                   |                    |                                 |
| 133 | 9                 | Le pardon                | Thunder Away         | Robert Duncan McNeill | Genevieve Sparling                | 18 septembre 2019  | 0.96                            |
| Lors de l’enterrement de la mère de Harvey, Donna convainc Mike de s’allier à Samantha pour en finir avec Faye. Ils poursuivent Faye en justice pour licenciement abusif et Faye oblige Harvey et Louis à la défendre, leur promettant de partir s’ils gagnent : mais ils ne peuvent pas parler de leur marché aux autres, ou alors elle démantèlera le cabinet. L’affaire fait des étincelles et creuse le fossé entre Harvey et Louis d'une part, et Samantha et Mike de l'autre. Lorsque Katrina franchit une limite pour tenter d’aider le cabinet, Harvey lui crie dessus pour avoir compromis leur marché avec Faye. Elle l’avoue à Faye et lui supplie de trouver un moyen de gagner le procès sans détruire la carrière de Samantha. Faye accepte à contrecœur mais licencie Katrina pour avoir conspiré contre le cabinet. Harvey annonce à Mike qu’il le convoque comme témoin, ce qui le conduit à se demander pourquoi il a cessé d’avoir confiance en lui. |                   |                          |                      |                       |                                   |                    |                                 |
| 134 | 10                | Dernier coup de bluff    | One Last Con         | Aaron Korsh           | Aaron Korsh                       | 25 septembre 2019  | 0.86                            |
| Alors que le procès est toujours en cours, Harvey convoquant Mike comme témoin et Louis subissant la pression de Robert pour en finir avec toutes ces histoires, Faye insiste pour que Harvey témoigne contre Samantha le lendemain afin de gagner le procès. Harvey dévoile ensuite à Mike le marché qu’il a conclu avec Faye pour qu’elle quitte le cabinet, et avoue qu’il n’a jamais cessé d’avoir confiance en Mike. Celui-ci suggère donc un dernier coup de bluff ensemble pour arrêter Faye. Puis Mike offre un nouveau témoin à Samantha pour accabler Faye : Katrina, qui tout d’abord refuse car elle n’apprécie pas la manière dont Harvey l’a traitée. Puis, après qu’Alex lui a parlé, elle dit à Faye qu’elle affirmera qu'elle lui a demandé d’espionner Samantha et de falsifier les preuves. Furieuse, Faye demande à Harvey de s’assurer que Katrina soit retirée de la liste des témoins, mais celui-ci riposte et insiste pour que Faye mette leur contrat par écrit. Lorsque Faye vient signer le contrat le lendemain matin, Samantha et Mike crient sur Harvey pour avoir suborné leur témoin et une brève dispute éclate. Quand Faye intervient, Gretchen, approchée par Louis la veille, échange les documents à la dernière seconde. C’est ainsi que Faye signe sans le savoir un document selon lequel elle avoue la subornation de témoin, l’évinçant ainsi du cabinet sur l’insistance du groupe. Elle refuse tout de même de céder jusqu’à ce que Harvey la persuade en privé de partir, en lui promettant qu’il va lui donner ce qu’elle veut - lui - mais pas de la manière dont elle le souhaite. Harvey annonce au groupe que Faye fait ses cartons, et Louis réengage Samantha. Le lendemain, Louis et Sheila se marient et c’est le Dr. Lipschitz qui préside la cérémonie ; jusqu’à ce que Sheila perde les eaux et qu’ils doivent aller à l’hôpital. Sur un coup de tête, Harvey demande Donna en mariage et ils se marient sur place. Après que Sheila a accouché d’une petite fille, Harvey et Donna annoncent à Louis qu’ils démissionnent du cabinet et déménagent à Seattle pour travailler avec Mike et Rachel. Bien que ce soit ce que Harvey a dit à Faye, il avoue que même s’il aime travailler à la limite de la légalité, il veut le faire pour la bonne cause. Katrina est promue associée principale en remerciement d’avoir aidé à sauver le cabinet ; le nom final du cabinet est donc Litt Wheeler Williams Bennett. Avant de partir pour Seattle, Harvey reçoit la visite de Mike, qui lui fait passer un « entretien » pour son nouveau poste. Alors que Donna et Louis prennent l’ascenseur pour descendre ensemble pour la dernière fois, Harvey jette un ultime regard à son bureau avant de partir pour de bon. |                   |                          |                      |                       |                                   |                    |                                 |

## Production

### Décision de mettre fin à la série
Lors de l'annonce du renouvellement, le créateur Aaron Korsh a apporté des précisions sur la décision de mettre fin à la série avec une neuvième saison de 10 épisodes. Il affirme que USA Network et lui avaient décidé de prolonger les contrats des acteurs de deux ans au-delà de la saison 7 après avoir terminé la production de la saison 6. S'exprimant sur la dernière saison raccourcie, il a expliqué : « Nous avons l'habitude de tourner 6 épisodes l'hiver, donc nous avons tous pensé qu'il serait très compliqué de finir la saison brutalement. Nous avons toujours voulu tourner le bloc de 10 épisodes en été, pour finir en beauté si l'on peut dire ».
En plus des dix épisodes inédits, la chaîne USA a rediffusé l'épisode pilote de la série le 28 août, accompagné de commentaires supplémentaires de la part des acteurs.

### Casting
Korsh a révélé son intention de faire revenir des personnages du passé car cela a « toujours été dans les habitudes de Suits de faire revenir les gens, parce que je pense que c'est comme ça que ça marche dans la vie », mais que les scénaristes étaient en train de décider qui exactement ils voulaient faire revenir car trop de personnages de retour empêcheraient l'histoire d'avancer. Il a nié les rumeurs lancées par les tabloïds britanniques selon lesquelles ils tentaient de récupérer Meghan Markle pour une apparition en échange d'un don important à une œuvre de bienfaisance, mais il a tout de même révélé que Patrick J. Adams et lui envisageaient de faire revenir Mike Ross pour la dernière saison si cela correspondait avec les disponibilités d'Adams. Il a également déclaré qu'un crossover avec des personnages de Pearson n'était ni exclu ni prévu. Le 3 juin 2019, il a été officiellement annoncé qu'Adams reviendrait en tant qu'acteur invité pour le cinquième épisode de la saison. Korsh a également laissé entendre qu'il pourrait réapparaître dans l'épisode final de la série, même si cela était encore incertain. De plus, Korsh a déclaré que Markle serait toujours la bienvenue si elle le demandait, mais cela ne fut pas le cas.
Après le final de la huitième saison, Korsh a déclaré dans une interview que le personnage de Robert Zane joué par Wendell Pierce ne faisait plus partie de la série étant donné la disponibilité incertaine de Pierce pour la neuvième saison. Néanmoins, Korsh espérait qu'ils seraient en mesure de le faire revenir.

### Ecriture
De plus, Korsh a révélé que la neuvième saison reprendrait peu de temps après la fin de la huitième. Korsh a en outre révélé qu'après le final de la saison 8, la saison 9 explorerait la nouvelle relation entre Donna et Harvey et a insinué qu'il pourrait y avoir un mariage et une mort dans la dernière saison. Au sujet du retour de Patrick J. Adams, Korsh a précisé que le retour de Mike le verrait impliqué dans une affaire contre Harvey et Samantha.

### Tournage
La lecture du scénario du cinquième épisode mettant en scène le retour de Mike Ross était prévu pour la mi-juin, le tournage commençant peu de temps après. Initialement, Patrick J. Adams devait réaliser l'avant-dernier épisode de la série, donc le neuvième de la saison, mais son contrat pour jouer dans The Right Stuff a empêché ce projet de se concrétiser.

## Audiences
| N° | Titre                    | Date de diffusion | Audiences (18-49) | Téléspectateurs (millions) | Replay (18-49) | Replay (millions) | Total (18-49) | Total téléspectateurs (millions) |
| -- | ------------------------ | ----------------- | ----------------- | -------------------------- | -------------- | ----------------- | ------------- | -------------------------------- |
| 1  | Coup pour coup           | 17 juillet 2019   | 0.2               | 1.04                       | 0.3            | 1.24              | 0.5           | 2.28                             |
| 2  | Hors contrôle            | 24 juillet 2019   | 0.2               | 1.04                       | 0.3            | 1.08              | 0.5           | 2.12                             |
| 3  | Manipulations            | 31 juillet 2019   | 0.2               | 0.94                       | 0.3            | 1.17              | 0.5           | 2.11                             |
| 4  | A armes égales           | 7 août 2019       | 0.2               | 1.00                       |                | 1.06              |               | 2.06                             |
| 5  | Les deux font la paire   | 14 août 2019      | 0.2               | 0.96                       | 0.3            | 1.22              | 0.5           | 2.18                             |
| 6  | Coûte que coûte          | 21 août 2019      | 0.2               | 1.05                       | 0.2            | 0.94              | 0.4           | 1.99                             |
| 7  | Sur la route du passé    | 4 septembre 2019  | 0.2               | 1.07                       | 0.2            | 0.85              | 0.4           | 1.92                             |
| 8  | Le dilemme du prisonnier | 11 septembre 2019 | 0.2               | 0.97                       | 0.2            | 0.84              | 0.3           | 1.80                             |
| 9  | Le pardon                | 18 septembre 2019 | 0.2               | 0.96                       | 0.2            | 0.92              | 0.4           | 1.88                             |
| 10 | Dernier coup de bluff    | 25 septembre 2019 | 0.2               | 0.86                       | 0.2            | 0.93              | 0.4           | 1.79                             |